# Narutoshi Furukawa
Pour les articles homonymes, voir Furukawa.
Narutoshi Furukawa (古川 成俊, Furukawa Narutoshi) (1900-1996), est un photographe japonais.